# Krojački mišić
Krojački mišić (lat. musculus sartorius) mišić je prednje strane natkoljenice i najduži je u tijelu čovjeka. Mišić inervira nervus femoralis.

## Polazište i hvatište
Mišići polazi s crijevne kosti (točnije spina iliaca anterior superior). Mišićne niti idu dolje sve do goljenične kosti (do gornjeg dijela medijalne strane, ispod kondila) za koju se hvataju okruglom tetivom. 